# Uracil
L'uracil és un àcid nucleic del grup de les pirimidines. És una de les quatre bases químiques de l'ARN i en el codi genètic es representa amb la lletra U majúscula. L'uracil habitualment s'aparella amb l'adenina en la transcripció i en els retrovirus d'ARN de doble catenària.
En l'ADN no hi ha uracil, sinó una altra base que fa una funció equivalent (que només es troba en l'ADN) anomenada timina (T). Les altres tres bases (adenina, guanina i citosina) es troben indistintament en l'ADN i l'ARN.